# Festival Nacional de Música de Goiânia
O Festival Nacional de Música é um festival de música brasileiro que ocorre  na cidade de Goiânia, capital do estado de Goiás.
Foi originalmente produzido, desde 1968, pelo Conservatório Goiano de Música, depois Instituto de Artes, e hoje Escola de Música e Artes Cênicas da Universidade Federal de Goiás.

## Histórico
| Edição | data                        | compositor homenageado |
| ------ | --------------------------- | ---------------------- |
| 34ª    | 23 a 29 de setembro de 2009 | Edino Krieger          |
| 35ª    | 8 a 14 de novembro de 2010  | Mário Ficarelli        |